# Строгановский проезд
Стро́гановский прое́зд — улица на востоке Москвы в районе Лефортово Юго-Восточного административного округа, начинается от Волочаевской улицы и на ней же кончается.

## Происхождение названия
Первоначально известен как улица Куриная Слободка (полагают, что жители активно разводили кур). В XIX веке возникло современное название — по усадьбе, принадлежавшей в 1751—1828 годах графам Строгановым (последний владелец — Павел Александрович Строганов (1772—1817)).

## Описание
Строгановский проезд представляет собой П-образную улицу, он начинается от Волочаевской улицы напротив Трамвайно-ремонтного завода, проходит на запад мимо усадьбы Строганова (Волочаевская улица, 38), где располагается Московский институт телевидения и радиовещания «Останкино», дважды поворачивает налево и вновь выходит Волочаевскую улицу. Срединный западный отрезок проезда соединён пешеходной дорогой с Золоторожской набережной и пешеходным Таможенным мостом через Яузу.